# WTA 125K 2017
WTA 125K 2017 představoval šestý ročník mezinárodních tenisových turnajů v rámci série WTA 125, střední úrovně ženského profesionálního tenisu organizované Ženskou tenisovou asociací (WTA). Okruh poprvé zahrnoval osm turnajů. Pět událostí se konalo v Asii, na evropském kontinentu proběhly dva turnaje a ve Spojených státech jeden. Série probíhala od 17. dubna do 26. listopadu 2017. Každý turnaj měl celkový rozpočet 125 000 dolarů, což odráželo pojmenování okruhu.
Do kalendáře byly nově zařazeny turnaje v čínském Čeng-čou a  indické Bombaji, kde došlo k obnovení události z roku 2012, původně hrané v Puné. Naopak vyřazen byl turnaj v texaském San Antoniu, v němž se uskutečnil jediný ročník. Po roční přestávce, způsobené obdobím smutku po úmrtí thajského krále Pchúmipchona Adunjadéty, se do série vrátil podnik v Hua Hinu.
Nejvyšší počet dvou titulů vybojovaly Švýcarka Belinda Bencicová a Běloruska Aryna Sabalenková.

## Přehled turnajů
| Týden od      | Turnaj                                                                               | Vítězky                                                        | Finalistky                              | Semifinalistky                         | Čtvrtfinalistky                                                              |
| ------------- | ------------------------------------------------------------------------------------ | -------------------------------------------------------------- | --------------------------------------- | -------------------------------------- | ---------------------------------------------------------------------------- |
| 17. dubna     | Zhengzhou Women's Tennis Open Čeng-čou, Čína 125 000 $ – tvrdý 32D (16Q)/16Č         | Wang Čchiang 3–6, 7–6(7–3), 1–1skreč                           | Pcheng Šuaj                             | Čeng Saj-saj Tuan Jing-jing            | Zarina Dijasová Nao Hibinová Čang Su-čong Liou Fang-čou                      |
| 17. dubna     | Zhengzhou Women's Tennis Open Čeng-čou, Čína 125 000 $ – tvrdý 32D (16Q)/16Č         | Chan Sin-jün Ču Lin 7–5, 6–1                                   | Jacqueline Caková Julia Glušková        | Čeng Saj-saj Tuan Jing-jing            | Zarina Dijasová Nao Hibinová Čang Su-čong Liou Fang-čou                      |
| 5. června     | Bol Open Bol, Chorvatsko 125 000 $ – antuka 32D (8Q)/12Č                             | Aleksandra Krunićová 6–3, 3–0skreč                             | Alexandra Cadanțuová                    | Beatriz Haddad Maiová Mandy Minellaová | Sara Erraniová Ivana Jorovićová Maria Sakkariová Kateryna Bondarenková       |
| 5. června     | Bol Open Bol, Chorvatsko 125 000 $ – antuka 32D (8Q)/12Č                             | Čuang Ťia-žung Renata Voráčová 6–4, 6–2                        | Lina Gjorčeská Aleksandrina Najdenovová | Beatriz Haddad Maiová Mandy Minellaová | Sara Erraniová Ivana Jorovićová Maria Sakkariová Kateryna Bondarenková       |
| 4. září       | Dalian Women's Tennis Open Ta-lien, Čína 125 000 $ – tvrdý 32D (16Q)/16Č             | Kateryna Kozlovová 6–4, 6–2                                    | Věra Zvonarevová                        | Zarina Dijasová Vitalija Ďjačenková    | Tuan Jing-jing Chan Sin-jün Sabina Šaripovová Čang Kchaj-lin                 |
| 4. září       | Dalian Women's Tennis Open Ta-lien, Čína 125 000 $ – tvrdý 32D (16Q)/16Č             | Lu Ťing-ťing Jou Siao-ti 7–6(7–2), 4–6, [10–5]                 | Kuo Chan-jü Jie Čchiou-jü               | Zarina Dijasová Vitalija Ďjačenková    | Tuan Jing-jing Chan Sin-jün Sabina Šaripovová Čang Kchaj-lin                 |
| 6. listopadu  | Hua Hin Championships Hua Hin, Thajsko 125 000 $ – tvrdý 32D (16Q)/16Č               | Belinda Bencicová 6–3, 6–4                                     | Sie Šu-wej                              | Ana Bogdanová Viktorija Golubicová     | Vitalija Ďjačenková Tuan Jing-jing Barbara Haasová Luksika Kumkhumová        |
| 6. listopadu  | Hua Hin Championships Hua Hin, Thajsko 125 000 $ – tvrdý 32D (16Q)/16Č               | Tuan Jing-jing Wang Ja-fan 6–3, 6–3                            | Dalila Jakupovićová Irina Chromačovová  | Ana Bogdanová Viktorija Golubicová     | Vitalija Ďjačenková Tuan Jing-jing Barbara Haasová Luksika Kumkhumová        |
| 6. listopadu  | Open de Limoges Limoges, France 125 000 $ – tvrdý (h) 32D (16Q)/8Č                   | Monica Niculescuová 6–4, 6–2                                   | Antonia Lottnerová                      | Pauline Parmentierová Sabine Lisická   | Anna Blinkovová Kaia Kanepiová Conny Perrinová Jekatěrina Alexandrovová      |
| 6. listopadu  | Open de Limoges Limoges, France 125 000 $ – tvrdý (h) 32D (16Q)/8Č                   | Valeria Savinychová Maryna Zanevská 6–0, 6–2                   | Chloé Paquetová Pauline Parmentierová   | Pauline Parmentierová Sabine Lisická   | Anna Blinkovová Kaia Kanepiová Conny Perrinová Jekatěrina Alexandrovová      |
| 13. listopadu | OEC Taipei WTA Challenger Tchaj-pej, Tchaj-wan 125 000 $ – koberec (h) 32D (16Q)/16Č | Belinda Bencicová 7–6(7–3), 6–1                                | Arantxa Rusová                          | Viktorija Golubicová Naomi Broadyová   | Luksika Kumkhumová Jil Teichmannová Veronika Kuděrmetovová Lizette Cabrerová |
| 13. listopadu | OEC Taipei WTA Challenger Tchaj-pej, Tchaj-wan 125 000 $ – koberec (h) 32D (16Q)/16Č | Veronika Kuděrmetovová Aryna Sabalenková 2–6, 7–6(7–5), [10–6] | Monique Adamczaková Naomi Broadyová     | Viktorija Golubicová Naomi Broadyová   | Luksika Kumkhumová Jil Teichmannová Veronika Kuděrmetovová Lizette Cabrerová |
| 20. listopadu | Hawaii Tennis Open Honolulu, Spojené státy 125 000 $ – tvrdý 32D (16Q)/16Č           | Čang Šuaj 0–6, 6–2, 6–3                                        | Čang Su-čong                            | Rebecca Petersonová Julia Boserupová   | Vitalija Ďjačenková Ajla Tomljanovićová Jevgenija Rodinová Miharu Imanišiová |
| 20. listopadu | Hawaii Tennis Open Honolulu, Spojené státy 125 000 $ – tvrdý 32D (16Q)/16Č           | Sie Šu-jing Sie Šu-wej 6–1, 7–6(7–3)                           | Eri Hozumiová Asia Muhammadová          | Rebecca Petersonová Julia Boserupová   | Vitalija Ďjačenková Ajla Tomljanovićová Jevgenija Rodinová Miharu Imanišiová |
| 20. listopadu | Mumbai Open Bombaj, Indie 125 000 $ tvrdý – 32D (16Q)/16Č                            | Aryna Sabalenková 6–2, 6–3                                     | Dalila Jakupovićová                     | Amandine Hesseová Sabina Šaripovová    | Naomi Broadyová Ankita Rainová Yanina Wickmayerová Alizé Limová              |
| 20. listopadu | Mumbai Open Bombaj, Indie 125 000 $ tvrdý – 32D (16Q)/16Č                            | Victoria Rodríguezová Bibiane Schoofsová 7–5, 3–6, [10–7]      | Dalila Jakupovićová Irina Chromačovová  | Amandine Hesseová Sabina Šaripovová    | Naomi Broadyová Ankita Rainová Yanina Wickmayerová Alizé Limová              |

## Rozpočet a body
Celková dotace událostí činila 125 000 dolarů, což odrážel název série. Ubytování a stravování – tzv. hospitality, byly na turnajích automaticky zajištěny organizátory. Šampiónka dvouhry a každá z vítězek čtyřhry si připsala 160 bodů, finalistky pak 95 bodů.
| Rozpis bodů | Rozpis bodů | Rozpis bodů | Rozpis bodů    | Rozpis bodů     | Rozpis bodů | Rozpis bodů | Rozpis bodů | Rozpis bodů | Rozpis bodů |
| Soutěž      | vítězky     | finalistky  | semifinalistky | čtvrtfinalistky | 16 v kole   | 32 v kole   | Q           | Q2          | Q1          |
| ----------- | ----------- | ----------- | -------------- | --------------- | ----------- | ----------- | ----------- | ----------- | ----------- |
| dvouhra     | 160         | 95          | 57             | 29              | 15          | 1           | 6           | 4           | 1           |
| čtyřhra     | 160         | 95          | 57             | 29              | 1           | —           | —           | —           | —           |

## Přehled titulů

### Tituly podle tenistek
| celkem | tenistka                     | dvouhra | čtyřhra | dvouhra | čtyřhra |
| ------ | ---------------------------- | ------- | ------- | ------- | ------- |
| 2      | Belinda Bencicová (SUI)      | ●       |         | 2       | 0       |
| 2      | Aryna Sabalenková (BLR)      | ●       | ●       | 1       | 1       |
| 1      | Kateryna Kozlovová (UKR)     | ●       |         | 1       | 0       |
| 1      | Aleksandra Krunićová (SRB)   | ●       |         | 1       | 0       |
| 1      | Monica Niculescuová (ROU)    | ●       |         | 1       | 0       |
| 1      | Wang Čchiang (CHN)           | ●       |         | 1       | 0       |
| 1      | Čang Šuaj (CHN)              | ●       |         | 1       | 0       |
| 1      | Čuang Ťia-žung (TPE)         |         | ●       | 0       | 1       |
| 1      | Tuan Jing-jing (CHN)         |         | ●       | 0       | 1       |
| 1      | Chan Sin-jün (CHN)           |         | ●       | 0       | 1       |
| 1      | Sie Šu-jing (TPE)            |         | ●       | 0       | 1       |
| 1      | Sie Šu-wej (TPE)             |         | ●       | 0       | 1       |
| 1      | Veronika Kuděrmetovová (RUS) |         | ●       | 0       | 1       |
| 1      | Lu Ťing-ťing (CHN)           |         | ●       | 0       | 1       |
| 1      | Victoria Rodríguezová (MEX)  |         | ●       | 0       | 1       |
| 1      | Valeria Savinychová (RUS)    |         | ●       | 0       | 1       |
| 1      | Bibiane Schoofsová (NED)     |         | ●       | 0       | 1       |
| 1      | Renata Voráčová (CZE)        |         | ●       | 0       | 1       |
| 1      | Wang Ja-fan (CHN)            |         | ●       | 0       | 1       |
| 1      | Jou Siao-ti (CHN)            |         | ●       | 0       | 1       |
| 1      | Maryna Zanevská (BEL)        |         | ●       | 0       | 1       |
| 1      | Ču Lin (CHN)                 |         | ●       | 0       | 1       |

### Tituly podle státu
| Celkem | stát             | dvouhra | čtyřhra |
| ------ | ---------------- | ------- | ------- |
| 8      | Čína             | 2       | 6       |
| 3      | Čínská Tchaj-pej | 0       | 3       |
| 2      | Švýcarsko        | 2       | 0       |
| 2      | Bělorusko        | 1       | 1       |
| 2      | Rusko            | 0       | 2       |
| 1      | Rumunsko         | 1       | 0       |
| 1      | Srbsko           | 1       | 0       |
| 1      | Ukrajina         | 1       | 0       |
| 1      | Belgie           | 0       | 1       |
| 1      | Česko            | 0       | 1       |
| 1      | Mexiko           | 0       | 1       |
| 1      | Nizozemsko       | 0       | 1       |